# USS LST-178
O USS LST-178 foi um navio de guerra norte-americano da classe LST que operou durante a Segunda Guerra Mundial.